# لئونوف ۵۱۵۴
سیارک ۵۱۵۴ (به انگلیسی: 5154 Leonov، نامگذاری:1969TL1) پنج هزار و صد و پنجاه و چهارمین سیارک کشف شده‌است که در ۸ اکتبر ۱۹۶۹ کشف شد.
قدر مطلق سیارک برابر ۱۲٫۲۰ است.